# Batak Motieven
Batak Motieven was een tentoonstelling over traditionele Batak weefkunst die van 12 februari tot en met 11 mei 1981 te zien was in het Volkenkundig museum 'Gerardus van der Leeuw' in Groningen.
De tentoonstelling toonde een aantal traditionele weefsels van de Batak, een volk in Noord-Sumatra bij wie het weven uitsluitend het werk is van vrouwen. De tentoonstelling liet zien dat weefsels, ulos,  onderling verschillen in grootte, structuur, motieven en gebruik. Alle hebben een grote symbolische waarde en vooral vroeger, toen iedere vrouw weefde, had iedere doek een eigen betekenis, die voor de Batak in één oogopslag herkenbaar was. Het weefsel gaf aan of de drager een man of een vrouw was, jong of oud, getrouwd of ongetrouwd, al of niet kinderen had, bezig was met zijn dagelijks werk of aanwezig was bij een rituele plechtigheid. Ook de sociale status werd ermee aangegeven. De specifieke vervaardigingstechnieken en de symbolische structuur van de weefsels kregen op de expositie sterk de aandacht. Ook de moderne tijd die de traditionele weefkunst sterk heeft ondermijnd kwam aan bod.
Alle getoonde weefsels kwamen uit de eigen museumcollectie, mogelijk aangevuld met stukken uit het privébezit van Sandra Niessen, een antropoloog die veldwerk had gedaan bij de Batak en de auteur van de catalogus bij de tentoonstelling. De catalogus is een inleiding tot de weeftraditie van de Batak, geïllustreerd met foto's en tekeningen. Fotomateriaal voor de tentoonstelling was aangeleverd door het Rijksmuseum voor Volkenkunde en het Koninklijk Instituut voor Taal-, Land- en Volkenkunde.

## Catalogus
- S.A. Niessen, Batak Motieven. Groningen: Rijksuniversiteit Groningen, 1981